# Брожение умов
Брожение умов — рассказ Антона Павловича Чехова. Написан в 1884 году, впервые опубликован в 1884 году в журнале «Осколки», № 24 от 16 июня с подзаголовком: Клочок из летописи города Нищегладска и подписью: А. Чехонте.

## Публикации
Рассказ был впервые напечатан в журнале в 1884 году в журнале «Осколки», № 24 от 16 июня с подзаголовком: «Клочок из летописи города Нищегладска» и подписью: А. Чехонте.
Рассказ вошёл в собрание сочинений Чехова, издаваемое А. Ф. Марксом. При жизни Чехова рассказ был переведен на словацкий и шведский языки.
В первой публикации рассказа цензор внес изменения, которые издатель Лейкин изменил на свое усмотрение — слово «волнение» заменил на «брожение умов». А. П. Чехов также возражал против опубликованного издателем рассказа со вставкой: «Зачем вы в письме Акима Данилыча (в „Брожении умов“) вставили фразу: „А всё из-за стаи скворцов вышло…“ Соль письма ухнула… Городничему вовсе неизвестно, из-за чего бунт вышел, да и нет ему надобности умалять свои администраторские подвиги такими ничтожными причинами, как скворцы… Он никогда не объяснит бунта скворцами… Ему нужна „ажитация“…». Лейкин оправдывался тем, что пошел навстречу требованиям цензуры.
Фабула рассказа также описывалась в прессе и до А. Чехова.

## Сюжет
Действие рассказа происходит днем на базарной площади. Проходившие по ней два обывателя, казначей Евпл Серапионыч Почешихин и корреспондент «Сына отечества» Оптимов, обратили внимание на пролетавшую мимо стаю скворцов. Стая села в саду отца протоиерея. Во время обсуждения, где же все-таки села стая, в саду у отца протоиерея или отца дьякона Вратоадова, около них стали собираться прохожие: три старые богомолки, сам отец протоиерей Восьмистишиев, дьячок Евстигней, местные отдыхающие, приказчики.
Народ стал волноваться — нет ли где пожара. Постепенно собралась толпа. Позвали городничего Аким Данилыча, который стал разгонять собравшихся. Появились пожарные, которые пришли без воды и техники. Во время волнения собравшейся толпы в соседнем трактире зазвучал полученный из Москвы новый орган. Услыхав орган, толпа повалила к трактиру.
Вечером Аким Данилыч в бакалейной лавке написал письмо об этом событии, в котором благодарил «со слезами Того, кто не допустил до кровопролития».